# Рутаре, Хиллар
Хиллар Муидар Рутаре (эст. Hillar Muidar Rootare; 26 апреля 1928 — 2 октября 2008) — эстонско-американский физикохимик и материаловед. Наиболее известен своими работами в области ртутной порометрии, жидкостной хроматографии, а также благодаря уравнению Рутаре — Прензлова.

## Биография
Рутаре родился и вырос в городе Таллин. Эмигрировал из Эстонии в Хельсинки в 1944 году. Позднее переехал в город Висбю на шведском острове Готланд, а в 1946 году эмигрировал из Швеции в Нью-Йорк. Он учился в Колледже Вагнера на Статен-Айленде, Нью-Йорк. Получил степень доктора философии в Мичиганском университете в 1973 году, защитив диссертацию «Free suface energies, heats of solution and heats of immersion of calcium apatite powders».
Он говорил на нескольких языках, включая английский, эстонский, финский, шведский, а также в меньшей степени на немецком и русском.
Хиллар Руаре и Карл Прензлов вывели уравнение Рутаре — Прензлова, когда учились в аспирантуре Мичиганского университета. Хиллар также был преподавателем Мичиганского университета. Он был офицером в ВВС США и участвовал в корейской войне в качестве штурмана на борту Б-17, переоборудованного для разведки. Опубликовал более 100 статей.
Умер 2 октября 2008 года в городе Атланта, штат Джорджия. Похоронен на национальном кладбище Джорджии.

## Семья
Хиллар Рутаре был племянником эстонского шахматиста Видрика Рутаре (1906—1981). 
Второе имя Рутаре, Муидар — это радиум наоборот — дал ему отец, химик Карл Иоганн Рутаре, который проводил некоторые опыты с радием и другими радиоактивными материалами когда Хиллар родился в 1928 году. Мать Хиллара, Карин Рутаре, родилась в Нарве, и имела финско-ингерманландское, а также эстонское происхождение. Он был женат на Норене Рутаре с 1959 года, них было родилось шестеро детей.

## Публикации
- Solubility-Product Phenomena in Hydroxyapatite-Water Systems, H.M. Rootare, V.R. Deitz, & F.G. Carpenter, 17 Journal of Colloid Science p. 179 (1962).
- Surface Areas from Mercury Porosimetry Measurements, Rootare, H.M., and Prenzlow, C.F., 71 Journal of Physical Chemistry p. 2733 (1967).[2]
- A Review of Mercury Porosimetry, H.M. Rootare, 5 Perspectives in Powder Metallurgy 225, Advanced Experimental Techniques in Powder Metallurgy, Plenum Press (New York, London 1970).
- A Computer Program for Pore Volume and Pore Area Distribution, Rootare & Spencer, 6 Powder Technology, p. 17 (1972)[3]
- Characterization of the Compaction and Sintering of Hydroxyapatite Powders by Mercury Porosimetry, H.M. Rootare, R.G. Craig, 9 Powder Technology p. 199 (1974).
- Thermal Analysis of Experimental and Commercial Gutta-Percha, H.M. Rootare, J.M. Powers, & R.L. Smith, 2 J. Endod. p. 244 (Aug. 1976).
- Vapor Phase Adsorption of Water on Hydroxyapatite, H.M. Rootare, R.G. Craig, 56 J. Dent Res. p. 1437 (Dec. 1977).
- Preparation of Ag/AgCl Electrodes, H.M. Rootare & J.M. Powers, 11 Journal of Biomedical Materials Research p. 633 (1977)
- Free Surface Energy Change for Water Adsorbed on Hydroxyapatite, H.M. Rootare, R.G. Craig, 56 J. Dent Res. p. 744 (Jul. 1977).
- Determination of Phase Transitions in Gutta-Percha by Differential Thermal Analysis, H.M. Rootare & J.M. Powers, 56 J. Dent. Res. 1453 (Dec. 1977).
- Sintered Hydroxyapatite Ceramic for Wear studies, H.M. Rootare, J.M. Powers, and R.G. Craig, 57 J. Dent. Res. p. 777 (1978).
- Characterization of Hydroxyapatite Powders and Compacts at Room Temperature and After Sintering at 1200 Degrees C., H.M. Rootare, R.G. Craig, 5 J. Or. Reh. p. 293 (1978).
- Wear of Composites by Abrasives of Varying Hardness, H.M. Rootare, J.M. Powers, and R.G. Craig, 58 J. Dent Res. p. 1097 (Mar. 1979).